# Simmersdorf (Groß Schacksdorf-Simmersdorf)
Simmersdorf (niedersorbisch Žymjerojce) ist ein Ortsteil der Gemeinde Groß Schacksdorf-Simmersdorf im Landkreis Spree-Neiße in Brandenburg. Bis zur Zusammenlegung mit der Gemeinde Groß Schacksdorf am 31. Dezember 2001 war Simmersdorf eine eigenständige Gemeinde, die vom Amt Hornow/Simmersdorf verwaltet wurde.

Roderich von Bescherer (1841–1913), Gutsbesitzer in Simmersdorf, Landsyndikus der Niederlausitz

## Lage
Simmersdorf liegt in der Niederlausitz, rund sieben Kilometer Luftlinie südwestlich des Stadtzentrums von Forst (Lausitz). Die Gemarkung grenzt im Norden an Forst mit den Dörfern Noßdorf und Domsdorf, im Osten an Groß Schacksdorf, im Süden an Jocksdorf und im Westen an Jethe mit Smarso. Zum Ortsteil Simmersdorf gehört neben dem Hauptort noch der nördlich gelegene Gemeindeteil Siedlung. Simmersdorf wird vom Neiße-Malxe-Kanal durchquert.
Simmersdorf liegt an der Bundesstraße 115 (Forst–Görlitz). Die Bundesautobahn 15 mit der Anschlussstelle Forst ist zweieinhalb Kilometer entfernt. Des Weiteren liegt Simmersdorf an der Kreisstraße 7109 zwischen Jethe und Groß Schacksdorf.
Der Bahnhof Simmersdorf lag an der Bahnstrecke Weißwasser–Forst, auf welcher der Personenverkehr 1996 eingestellt wurde.

## Geschichte
Simmersdorf wurde erstmals 1510 urkundlich erwähnt. Der Ortsname ist vermutlich von dem altsorbischen Personennamen „Živomir“ abgeleitet. Durch den Frieden von Prag kam der Ort im Jahr 1635 an das Kurfürstentum Sachsen. Dort gehörte Simmersdorf zum Sprembergischen Kreis und lag somit in einer Exklave, die vollständig von der Herrschaft Forst im Gubenischen Kreis umgeben war. Im Jahr 1806 wurde das Kurfürstentum Sachsen zum Königreich erhoben. Nach der auf dem Wiener Kongress beschlossenen Teilung des Königreiches Sachsen kam Simmersdorf an das Königreich Preußen.
In Preußen gehörte Simmersdorf zum Regierungsbezirk Frankfurt in der Provinz Brandenburg. Bei der Gebietsreform von 1816 wurde der Ort dem Landkreis Sorau zugeordnet. Das Dorf hatte ein Gutshaus, zu dem ab spätestens 1835 eine Getreidemühle gehörte. Diese Mühle wurde bis in die 1920er-Jahre hinein mit Wasserkraft betrieben. Um 1840 hatte Simmersdorf 24 Wohnhäuser und 161 Einwohner. Zum Ort gehörten ein Vorwerk und eine Schäferei. Kirchlich gehört Simmersdorf bereits seit jeher zu Groß Schacksdorf. 1864 hatte Simmersdorf 210 Einwohner. Bei der Volkszählung vom 1. Dezember 1871 lebten in der Landgemeinde Simmersdorf 149 Einwohner in 15 Familien. Von den Einwohnern waren 71 Männer und 78 Frauen; 33 Einwohner waren Kinder unter zehn Jahren. Zusätzlich lebten im Gutsbezirk Simmersdorf 68 Einwohner (davon 35 Männer und 33 Frauen; 14 Kinder unter zehn Jahren). Sowohl im Gutsbezirk als auch in der Landgemeinde waren alle Einwohner evangelisch-lutherischer Konfession. Ab 1874 bildete Simmersdorf mit Groß Schacksdorf, Jethe und Smarso den Amtsbezirk Simmersdorf. 
Gutsbesitzer war zu der Zeit längst der Justizkommissar August Gottlob Bescherer, 1837 verstorben in Simmersdorf. Seine Ehefrau stammte aus der Familie von Seydewitz. Ihnen folgte als Gutsherr der Sohn Reg. - Referendar Albinus Bescherer (1809–1875), verheiratet mit Ottilie von Loeben-Rehnsdorf, 1864 wurde er in den preußische Adelsstand erhoben. Um 1880 hatte das örtliche Rittergut Simmersdorf einen Umfang von 818 ha, davon waren 134 ha Forsten. Zum Gutsbetrieb gehörte damals eine Dampfbrennerei. Eigentümer war die nun briefadelige Familie von Bescherer, nächster Vertreter wurde der Sohn und spätere Landsyndikus Roderich von Bescherer. In Simmersdorf fand 1863 daher auch die Hochzeit der Tochter des Gutsherrn, Olly von Bescherer mit dem Offizier Kurt von Poncet statt, Sohn des Landrats Julius Eduard von Poncet. Ebenso ehelichte hier eine Generation danach Valeska von Bescherer hier 1901 Oskar von Ohlendorff. Bescherer sen. war auch politisch tätig und saß im Präsidium des königlich preußischen Regierungsbezirkes Potsdam. Vor 1900 beinhaltete das Rittergut 311 ha.
Laut Arnošt Muka waren 1884/85 von 203 Einwohnern 75 Sorben, was einem Anteil von 37 Prozent entspricht. Bei der Volkszählung am 1. Dezember 1910 hatte die Landgemeinde Simmersdorf 179 und der Gutsbezirk 127 Einwohner. Der Gutsbezirk Simmersdorf, bis etwa 1908 in Hand der Familie von Bescherer, gehörte bis 1910 Wilhelm Zweig, als Pächter fungierte ein Hauptmann von Albert. Dann war es kurzzeitig im Eigentum des Leutnants C. Fähndrich, wurde 1928 als vormals juristisch eigenständige Ortschaft aufgelöst und in die Landgemeinde eingegliedert. Gutsbesitzer war 1929 Wilhelm Krahl, Verwalter Rudolf Ender, Gutsgröße noch 233 ha. Zu Gut Simmersdorf gehörte als Vorwerk eine Schäferei. Das Gut ist 1934 in den Verkauf gegangen.
Nach dem Zweiten Weltkrieg wurde der Amtsbezirk Simmersdorf aufgelöst. Simmersdorf lag zunächst im Landkreis Sorau, der in der Sowjetischen Besatzungszone nach der Festlegung der Oder-Neiße-Grenze noch bis zum 1. April 1946 bestand, danach wurde Simmersdorf in den Landkreis Cottbus umgegliedert. Dieser gehörte seit 1947 zum Land Brandenburg. Seit 1949 lag Simmersdorf in der DDR.
Am 25. Juli 1952 wurden die Länder und Landkreise in der DDR aufgelöst und Bezirke gebildet. Dabei wurde die Gemeinde Simmersdorf dem Kreis Forst im Bezirk Cottbus zugeordnet. Nach der Wiedervereinigung lag der Ort zunächst im Landkreis Forst in Brandenburg. 1992 schloss sich Simmersdorf zur Erledigung der Verwaltungsgeschäfte mit mehreren anderen Gemeinden im Amt Hornow/Simmersdorf zusammen. Am 6. Dezember 1993 ging der Landkreis Forst im neuen Landkreis Spree-Neiße auf. Am 31. Dezember 2001 schloss sich Simmersdorf mit der Nachbargemeinde Groß Schacksdorf zur Gemeinde Groß Schacksdorf-Simmersdorf zusammen. Nachdem die Einwohnerzahl des Amtes Hornow/Simmersdorf Ende 2002 auf unter 5000 gefallen war, wurde das Amt am 5. März 2003 aufgelöst und die Gemeinde Groß Schacksdorf-Simmersdorf in das Amt Döbern-Land umgegliedert.

## Bevölkerungsentwicklung
| Jahr | Einwohner |
| ---- | --------- |
| 1875 | 197       |
| 1890 | 198       |
| 1910 | 306       |

| Jahr | Einwohner |
| ---- | --------- |
| 1925 | 289       |
| 1933 | 344       |
| 1939 | 379       |

| Jahr | Einwohner |
| ---- | --------- |
| 1946 | 414       |
| 1950 | 419       |
| 1964 | 367       |

| Jahr | Einwohner |
| ---- | --------- |
| 1971 | 355       |
| 1981 | 324       |
| 1985 | 310       |

| Jahr | Einwohner |
| ---- | --------- |
| 1989 | 299       |
| 1995 | 303       |
| 2000 | 321       |

Gebietsstand des jeweiligen Jahres

## Infrastruktur
Im zu Simmersdorf gehörende Gemeindeteil Siedlung befindet sich ein Industriegebiet, das zur Lehm- und Sandsteinproduktion angelegt wurde. Nahe der Bundesstraße befinden sich heute mehrere Teiche, die von der einstigen Ziegelproduktion zeugen. Heute hat Simmersdorf einen Dorfklub, einen Jugendklub, eine Jagdgenossenschaft und eine Forstbetriebsgemeinschaft, die Veranstaltungen im Dorf organisieren. In den letzten Jahren verzeichnet Simmersdorf einen Bevölkerungszuwachs durch den Bau von Einfamilienhäusern.

## Nachweise
1. ↑  Fakten und Zahlen. In: amt-doebern-land.de. Amt Döbern-Land, abgerufen am 11. August 2021.
2. ↑  Eintrag „Žymjerojce“ in der niedersorbischen Ortsnamendatenbank auf dolnoserbski.de
3. ↑  Reinhard E. Fischer: Die Ortsnamen der Länder Brandenburg und Berlin: Alter – Herkunft – Bedeutung. be.bra Wissenschaft, 2005, S. 159.
4. ↑  Johann George Schreiber: Geographische Beschreibung der Nieder-Lausitz und ihrer angräntzenden Oerter in Schlesien. 1748, S. 5. Online
5. ↑  Topographisch-statistische Uebersicht des Regierungs-Bezirks Frankfurt a. d. O. Gustav Harnecker’s Buchhandlung, Frankfurt a. O. 1844, S. 202. Online
6. ↑  Königliches Statistisches Bureau: Die Gemeinden und Gutsbezirke des Preußischen Staats und ihre Bevölkerung. Teil II: Provinz Brandenburg, Berlin 1873, S. 228 f., Nr. 127. Online, und S. 234 f., Nr. 231 Online
7. ↑  Marcelli Janecki: Handbuch des Preußischen Adels, Band 1, Hrsg. Königliches Herold-Amt, Ernst Siegfried Mittler und Sohn, Berlin 1892, S. 61 f. Online
8. ↑  P. Ellerholz, H. Lodemann, H. von Wedell: General-Adressbuch der Ritterguts- und Gutsbesitzer im Deutschen Reiche. 1. Band: Das Königreich Preussen, Lfg. 1: Die Provinz Brandenburg. Nicolaische Verlags-Buchhandlung R. Stricker, Berlin 1879, S. 178–179, doi:10.18452/377 (hu-berlin.de).
9. ↑  Gothaisches Genealogisches Taschenbuch der Freiherrlichen Häuser 1907, Siebenundfünfzigster Jahrgang, Justus Perthes, Gotha 1906, S. 559. Online
10. ↑  Staats-, Hof- und Kommunal-Handbuch des Reichs und der Einzelstaaten 1890, Hrsg. Joseph Kürschner, Union Deutsche Verlagsanstalt, Stuttgart 1890, S. 155 f. Online
11. ↑  Paul Ellerholz, E. Kirstein, Traug. Müller, W. Gerland, Georg Volger: Handbuch des Grundbesitzes im Deutschen Reiche, I., Das Königreich Preussen, I. Lieferung, Provinz Brandenburg, 3. Auflage, Nicolaische Verlags-Buchhandlung R. Stricker, Berlin 1896, S. 114 f. Online
12. ↑  Ernst Tschernik: Die Entwicklung der sorbischen Bevölkerung. Akademie-Verlag, Berlin 1954.
13. ↑  Gothaisches Genealogisches Taschenbuch der Adeligen Häuser 1939. Teil B (Briefadel). Zugleich Adelsmatrikel der Deutschen Adelsgenossenschaft, 31. Jahrgang, Justus Perthes, Gotha 1938, S. 41 f.
14. ↑  Handbuch des Grundbesitzes im Deutschen Reiche, I., Das Königreich Preussen, I. Lieferung, Provinz Brandenburg, 5. Auflage, Nicolaische Verlags-Buchhandlung R. Stricker, Berlin 1910, S. 160 f. Online
15. ↑  Ernst Seyfert: Güter-Adreßbuch der Provinz Brandenburg. 1914. Verzeichnis. Handbuch der Königlichen Behörden. Nach amtlichen Quellen und auf Grund direkter Angaben bearbeitet. in: Niekammer’s Landwirtschaftliches Güter-Adreßbücher. Band VII, 2. Auflage, Band Regierungsbezirk Frankfurt a. d. O., Kreis Sorau, Reichenbach`sche Verlagsbuchhandlung, Leipzig 1914, S. 358 f.
16. ↑  Luckenwalder Fabrikanten-Familie Fähndrich, in: vgl. Deutsches Geschlechterbuch, Band 1, Brandenburg, Band 111 der Gesamtreihe, Hrsg. Bernhard Koerner, C. A. Starke, Görlitz 1941.
17. ↑  Ernst Seyfert, Hans Wehner, Alexander Haußknecht, GF Hogrefe: Landwirtschaftliches Adreßbuch der Rittergüter, Güter und Höfe der Provinz Brandenburg. 1929. Verzeichnis sämtlicher Rittergüter, Güter und Höfe von ca. 20 ha aufwärts. Mit Unterstützung von Staats- und Kommunalbehörden, sowie des Brandenburgischen Landbundes zu Berlin, sowie der Kreislandbünde. Nach amtlichen Quellen und auf Grund direkter Angaben bearbeitet. in: Niekammer’s Landwirtschaftliche Güter-Adreßbücher. Band VII, 4. Auflage, Band Regierungsbezirk Frankfurt a. d. O., Kreis Sorau, Verlag der Niekammer’s Adreßbüchern GmbH, Leipzig 1929, S. 282. Online
18. ↑  Historisches Gemeindeverzeichnis des Landes Brandenburg 1875 bis 2005. (PDF) Landkreis Spree-Neiße. Landesbetrieb für Datenverarbeitung und Statistik Land Brandenburg, Dezember 2006, abgerufen am 30. November 2023.
19. ↑  Herzlich willkommen im Amt Döbern-Land. (PDF) Simmersdorf. Amt Döbern-Land, Juni 2015, abgerufen am 30. November 2023.